# Jeníček a Mařenka (opera)
Jeníček a Mařenka (alternativně Perníková chaloupka, v německém originálu nazvaná Hänsel und Gretel) je opera Engelberta Humperdincka na námět oblíbené pohádky bratří Grimmů. Libreto napsala Adelheida Wette, skladatelova sestra. Světovou premiéru měla opera ve Výmaru 23. prosince 1893. Dirigoval ji Richard Strauss.

## Inscenační historie
V Německu získala opera již brzo po premiéře velkou popularitu, která trvá dodnes. Zejména v měsíci prosinci má tento titul na repertoáru více než pětatřicet zdejších operních scén. V prosinci 1905 bylo dílo uvedeno v newyorské Metropolitní opeře. Jak v Německu, tak v USA se v současnosti jedná o tradiční vánoční titul.
V Česku byla opera naposledy inscenována v pražském Národním divadle/Státní opeře v roce 2016. Režisérem inscenace byl Matěj Forman, který se podle svých slov pokusil dát Humperdinckově opeře „kouzlo pohádkového představení, ve kterém se skloubí vznešená hudba s kousky akrobatů, loutkářů a herců a které potěší dospělé diváky, operní znalce i ty, kdo přijdou do opery poprvé“.

## Charakteristika díla
Po hudební stránce obsahuje opera jednak závažnější předehru a mezihry, které nezapřou autorův obdiv k hudbě Richarda Wagnera, a pak veselou část s dětskými písničkami a tanečky. Tyto písně vznikly pro domácí loutkové divadlo Humperdinckovy malé neteře.